# Возокани (округ Топольчани)
Возокани (словац. Vozokany) — село, громада округу Топольчани, Нітранський край. Кадастрова площа громади — 39.25 км².
Населення 358 осіб (станом на 31 грудня 2019 року).

## Історія
Возокани згадуються 1318 року.

## Населення
| Рік:            | 1994. | 2004.   | 2014.   | 2024.   |
| --------------- | ----- | ------- | ------- | ------- |
| Кількість осіб: | 300   | 316     | 335     | 333     |
| Різниця:        |       | +5,33 % | +6,01 % | -0,59 % |

| Рік:            | 2023. | 2024.   |
| --------------- | ----- | ------- |
| Кількість осіб: | 339   | 333     |
| Різниця:        |       | -1,76 % |